# Турукляр
Турукля́р (тат. Төрекләр) — деревня в Атнинском районе Республики Татарстан, в составе Коморгузинского сельского поселения.

## Этимология названия
Топоним произошел от этнонима «төрек» (турок).

## География
Село находится на реке Шимяковка, в 14 км к югу от районного центра, села Большая Атня.

## История
Деревня Турукляр (первоначально была известна под названием Тлюхляр, также — Клевляр, Трухляр) упоминается в исторических документах с 1646 года.
В сословном отношении, в XVIII столетии и вплоть до 1860-х годов жителей деревни причисляли к государственным крестьянам. Их основными занятиями в то время были земледелие, скотоводство, кустарные промыслы.
В «Списке населенных мест по сведениям 1859 года», изданном в 1866 году, населённый пункт упомянут как казённая деревня Клявляр 3-го стана Казанского уезда Казанской губернии. Располагалась при безымянном ключе, по левую сторону Сибирского почтового тракта, в 49 верстах от губернского города Казани и в 14 верстах от становой квартиры в казённой деревне Верхние Верески. В деревне в 69 дворах жили 552 человека (265 мужчин и 287 женщины). Была мечеть.
В том же «Списке населенных мест по сведениям 1859 года», отдельно упомянута казённая деревня Клявляр (Трухляр) 3-го стана Казанского уезда Казанской губернии. Располагалась при безымянном ключе, по левую сторону Сибирского почтового тракта, в 51 версте от губернского города Казани и в 10 верстах от становой квартиры в казённой деревне Верхние Верески. В деревне в 67 дворах жили 469 человек (238 мужчин и 231 женщина). Была мечеть.
По сведениям из первоисточников, в начале XX века в деревне действовала мечеть (с 1895 года).
Административно, до 1920 года деревня относилась к Казанскому уезду Казанской губернии, с 1920 года — к  
Арскому кантону, с 1930 года — к Атнинскому (Тукаевскому) району Татарстана.

## Население
Динамика
| 2015 |
| ---- |
| 119  |

По данным переписей, население деревни увеличивалось со 122 душ мужского пола в 1782 году до 725 человек в 1908 году. В последующие годы численность населения деревни уменьшалась и в 2015 году составила 119 человек.
Национальный состав
Согласно результатам переписи 2002 года, в национальной структуре населения села татары составляли 100% из 101 человека.

## Экономика
Жители работают преимущественно в ООО «Шахтёр», занимаются полеводством, мясо-молочным скотоводством.

## Объекты культуры
В деревне действует клуб.

## Религиозные объекты
Мечеть (с 1995 года).